# Fürstlich Hohenlohescher Haus- und Phönixorden
Der Fürstlich Hohenlohesche Haus- und Phoenixorden war der Hausorden des Adelsgeschlechts Hohenlohe und wurde am 29. Dezember 1757 durch Fürst Philipp Ernst zu Hohenlohe-Waldenburg-Schillingsfürst an seinem 94. Geburtstag unter dem Namen Hausorden Von der Goldenen Flamme gestiftet. Er diente ursprünglich als Band der Freundschaft für seine Kinder, deren Nachkommen und engsten Angehörigen.

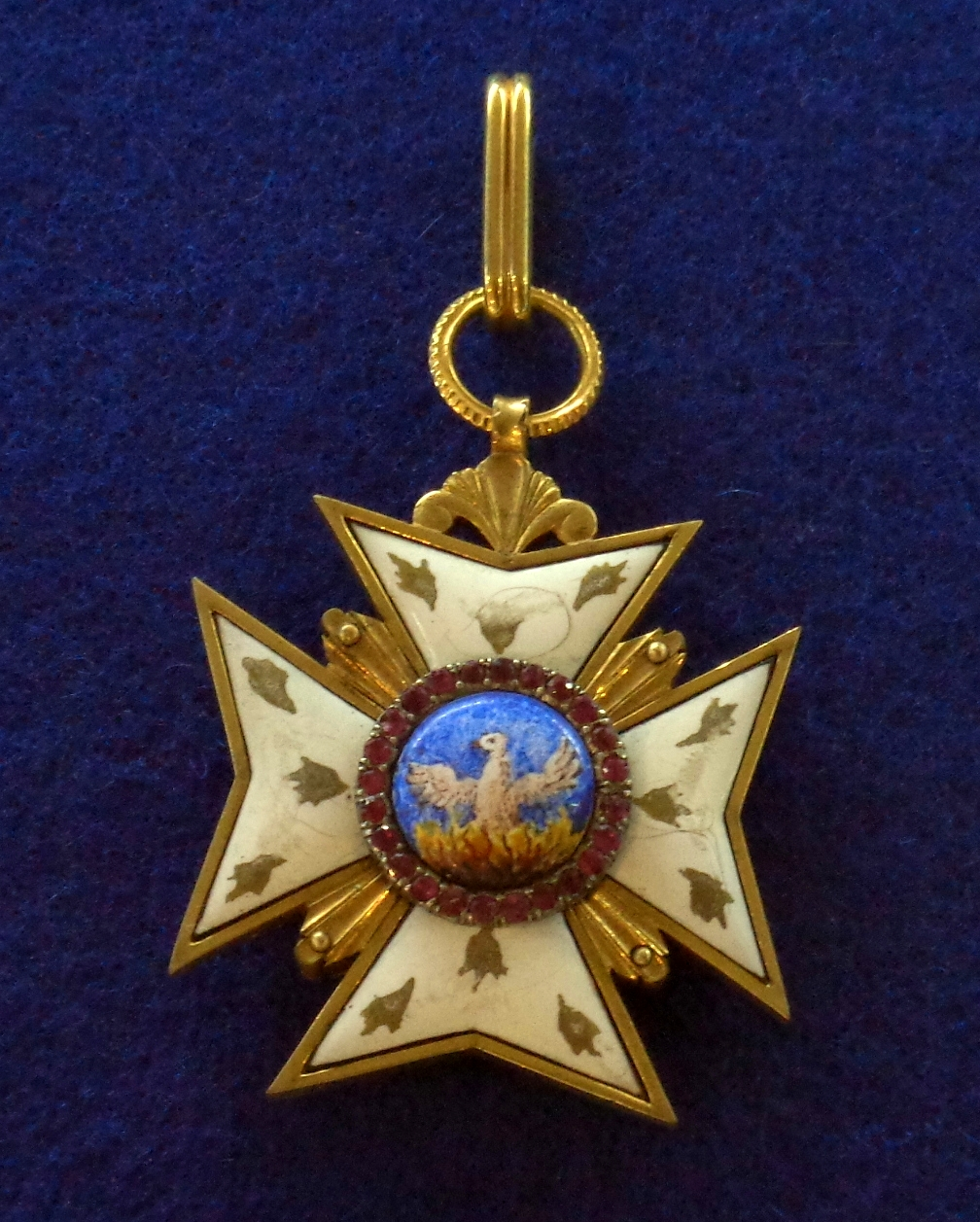
Ordenskreuz

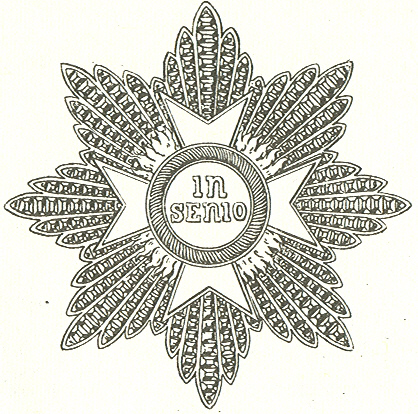
Ordensstern

## Geschichte
Fürst Karl Albrecht I., der Sohn des Stifters, wurde 1763 als Senior der Hauptlinie Chef des Hauses Hohenlohe-Waldenburg und erneuerte den Orden 1770 unter der Bezeichnung Haus- und Ritterorden vom Phoenix, der an Deutsche von Adel mit mindestens vier Ahnen und erwiesener Stiftsmäßigkeit sowie an Ausländer nach bewiesener Adelsprobe verliehen werden konnte.
Fürst Leopold zu Hohenlohe-Bartenstein gab dem Orden 1795 neue Statuten. Der Orden wurde in zwei Klassen unterteilt, der eigentliche Hausorden, der ausschließlich an Mitglieder des Hauses Hohenlohe und Angehörige anderer reichsunmittelbarer fürstlicher und gräflicher Häuser, die II. Klasse als Phoenixorden an Adelige im Dienst des Hauses Hohenlohe, auswärtige Persönlichkeiten von Stand und auch Damen verliehen werden konnte.

## Ordensdekoration
Das Ordenszeichen ist ein goldenes weißemailliertes Malteserkreuz. Auf jedem Kreuzarm sind drei symbolische Flammen zu sehen. Zwischen den Kreuzwinkeln befinden sich kleine goldene Spitzen, im blau emaillierten Medaillon, das von einem rot emaillierten Reif umschlossen ist, ein aus den Flammen aufsteigender Phoenix. Rückseitig die von einem Fürstenhut gekrönten Initialen des Stifters P E (Philipp Ernst).
Getragen wurde die Auszeichnung an einem roten Band mit weiß-goldenen Seitenstreifen.
Die II. Klasse wurde 1829 letztmals verliehen, die I. Klasse mit Genehmigung des Königs von Württemberg noch bis zum Ersten Weltkrieg verliehen und getragen.